# Mnium punctatum x subglobosum
Mnium punctatum x subglobosum là một loài Rêu trong họ Mniaceae. Loài này được J.J. Amann mô tả khoa học đầu tiên năm 1918.